# Bay Gyula
Bay Gyula (Nagyrábé, 1926. március 19. – Budapest, 1994. november 30.) magyar színművész, rendező, író.

## Életpályája
1926-ban született Nagyrábén. 1948-ban végzett az Országos Színészképzőben. 1948-ban a Szegedi Nemzeti Színház, 1949–1950 között a Nemzeti Színház, 1950–1951 között a Miskolci Nemzeti Színház, 1951–1952 között a Pécsi Nemzeti Színház, 1952–1957 között a kecskeméti Katona József Színház, 1957–1960 között a Jókai ill. Petőfi Színház tagja volt. 1960–1986 között a Madách Színház színésze volt. Utolsó bemutatója 1986-ban volt. 1994-ben hunyt el.

## Főbb írásai
- Konok emberek. Színmű. (Bp., 1962; bem.: Irodalmi Színpad, 1961)
- Nőj nagyra, fiam! Reg. Az utószót Pálfy G. István írta. (Híres könyvek. Bp., 1989)
- A teremtés démona. I. István király. Történelmi dráma 3 felvonásban. (Bp., 1992)
- A rontás démona. Péter király. Történelmi dráma 3 felvonásban. (Bp., 1992)

## Főbb színházi szerepei
- William Shakespeare: Ahogy tetszik (Silvius; Vili)
- William Shakespeare: Szeget szeggel (Hólyag, bolond nemes)
- Molière: Furfangos fickó (Scapin furfangjai) (Octave)
- Carlo Goldoni: A fogadósné (Pincér)
- Friedrich Schiller: Ármány és szerelem (Wurm)
- George Bernard Shaw: Blanco Posnet színvallása (George)
- George Bernard Shaw: Szent Johanna (Poulengey, francia nemes)
- Tennessee Williams: A vágy villamosa (Steve)
- Makszim Gorkij: Éjjeli menedékhely (Szatyin)
- Ivan Szergejevics Turgenyev: Egy hónap falun (Matvej)
- Vszevolod Vitaljevics Visnyevszkij: Optimista tragédia (Ragyás)
- Dale Wasserman – Ken Kesey: Kakukkfészek (Dr. Spivey)
- Arthur Miller: Pillantás a hídról (Első tisztviselő)
- Neil Simon: A Napsugárfiúk (TV-rendező)
- Szophoklész: Oidipusz király (Karvezető)
- Csokonai Vitéz Mihály: Csongor és Tünde (Berreh)
- Szigligeti Ede: Liliomfi (Gyuri pincér)
- Jókai Mór: Sárga liliom (Hesszen Frigyes báró, hadnagy)
- Katona József: Bánk bán (Petur bán; Biberach)
- Móricz Zsigmond: Nem élhetek muzsikaszó nélkül (Viktor)
- Mikszáth Kálmán: A Noszty fiú esete Tóth Marival (Velkovics, polgármester; Kozsehuba, vendéglős)
- Füst Milán: IV. Henrik (Első tiszt)
- Szerb Antal: Ex (Zizigan)
- Molnár Ferenc: Egy, kettő, három (Osso)
- Barta Lajos: Zsuzsi (Balog kőfejtő)
- Heltai Jenő: A néma levente (Beppo)
- Hubay Miklós: Néró (Pál apostol)
- Áprily Lajos: Idahegyi pásztorok (Idaios)
- Földes Mihály: Mélyszántás (Kovács, rendőrőrmester; Bak Jóska)
- Sós György: Pettyes (Papp)
- Csizmarek Mátyás: Bújócska (Gönczöl Feri)
- Szabó Magda: Kígyómarás (Sándor)
- Szabó Magda: Régimódi történet (Orvos)
- Szabó Magda: A meráni fiú (A vajda)
- Szirmai Albert – Bakonyi Károly: Mágnás Miska (Miska)
- Zerkovitz Béla: Csókos asszony (Ibolya Ede)
- Gergely Sándor: Vitézek és hősök (Eszterág Pál)
- Lehár Ferenc: Éva (Travailleur)
- Jacques Offenbach: Orfeusz (Glaukosz)

## Főbb színházi rendezéseiből
- Szirmai Albert - Bakonyi Károly: Mágnás Miska
- Huszka Jenő: Gül Baba
- Anton Pavlovics Csehov: A medve
- Mikszáth Kálmán: Galamb a kalitkában

## Filmjei

### Játékfilmek
- Forró mezők (1948)
- Lúdas Matyi (1949)
- Kard és kocka (1959)
- A kőszívű ember fiai 1-2. (1964) – Tiszt I.
- Hideg napok (1966) – Tisztiszolga
- Nyár a hegyen (1967)
- Magasiskola (1970)
- A magyar ugaron (1972) – Tanár
- Illatos út a semmibe (1973)
- Az elvarázsolt dollár (1985) – Johann

### Tévéfilmek
- Menazséria (1964)
- Az élő Antigoné (1968)
- A 0416-os szökevény (1969) – Collins őrmester
- Kedd, szerda, csütörtök (1969)
- Volt egyszer egy borbély (1969)
- Tizennégy vértanú (1970)
- Budai Nagy Antal (1971) – Szolgabíró
- Villa a Lidón (1971; tévésorozat)
- György barát 1-3. (1972) – Kapus barát
- Pirx kalandjai 1-5. (1972)
- Ida (1974, rövid tévéjáték)
- Csontváry (1975)
- Galilei (1977)
- Sir John Falstaff (1977)
- Mednyánszky (1978) – Haditudósító
- A nagyenyedi két fűzfa (1979) – Tanácsnok I.
- Ítélet előtt – 6. rész: Farkasok (1980)
- Vereség (1980)[6]
- Bánk bán (1987)
- Az angol királynő (1988) – Lónyai Menyhért
- Egy államférfi vallomásai (1990)

## Szinkronszerepei
| Év   | Cím                                                              | Szereplő      | Színész           | Szinkron év |
| ---- | ---------------------------------------------------------------- | ------------- | ----------------- | ----------- |
| 1952 | Hölgy kaméliák nélkül                                            | Festő         | N/A               | 1981        |
| 1957 | Csendes Don (1. magyar szinkron)                                 | Martin Samilj | Pjotr Ljubeskin   | 1958        |
| 1958 | Menekülés az árnyéktól                                           | Jiri          | Stanislav Remunda | 1959        |
| 1960 | A nagyfőnök                                                      | N/A           | N/A               | 1988        |
| 1965 | Mi újság, cicamica? (2. magyar szinkron)                         | N/A           | N/A               | 1990        |
| 1971 | Minden lében két kanál – 5. rész: Vezércsel (2. magyar szinkron) | Matthew Crane | Terence Alexander | 1984        |
| 1973 | Vivát, Benyovszky! (tévésorozat)                                 | Hrisztov      | Jozef Čierny      | 1975        |
| 1974 | Aladdin és a csodalámpa (bábjáték)                               | N/A           | N/A               | 1978        |
| 1976 | Mario és a varázsló                                              | Úr            | N/A               | 1979        |
| 1977 | A milliomos                                                      | Hivatalnok #1 | N/A               | 1978        |
| 1980 | Az elefántember (1. magyar szinkron)                             | N/A           | N/A               | 1985        |
| 1987 | X program (1. magyar szinkron)                                   | N/A           | N/A               | 1989        |